# Rofin-Sinar
Am 7. November 2016 ging die ROFIN-SINAR Technologies Inc. in die Coherent Inc. ein. Bereits im März 2016 gaben Rofin-Sinar und der amerikanische Konkurrent Coherent bekannt, dass sie eine friedliche Übernahme von Rofin-Sinar durch Coherent für mehr als 800 Millionen Euro vereinbart hätten. Die Rofin-Sinar Technologies Inc. war zuvor ein deutsch-amerikanischer Hersteller von Werkzeugmaschinen mit operativen Hauptzentralen in Plymouth, Michigan und Hamburg. Der neue Hauptsitz ist nun in Santa Clara (CA), USA.
Die Laser zur industriellen Materialbearbeitung  wie beispielsweise CO2-Laser, Faserlaser und Diodenlaser im Hochleistungsbereich sowie Lasersysteme zur Mikromaterialbearbeitung und zum Beschriften wurden als neue Sparte in den Coherent Konzern übernommen.
Die Aktien von Coherent Inc. werden an der NASDAQ gehandelt.

## Geschichte
Das ROFIN wurde 1975 in Hamburg als SINAR Laser Systeme Verkaufsgesellschaft mbH gegründet. Sinar ist Sanskrit für Lichtstrahl, doch war der Name bereits von einer Schweizer Firma belegt. Mit der Übernahme des britischen Unternehmens rofin firmierte es daher in ROFIN-SINAR Laser GmbH um.
Anfang der 1980er Jahre begann die Entwicklung und Produktion eigener Laser in Hamburg. 1985 folgte mit einem Joint-Venture mit der Firma Marubeni der Schritt nach Japan. 1987 übernahm Siemens Rofin-Sinar zu 100 Prozent. Siemens ergänzte die Akquisition 1988 mit dem Kauf der Industriesparte des amerikanischen Laserpioniers Spectra-Physics, als dieser an Ciba-Geigy verkauft wurde, und 1989 mit der deutschen Laser Optronic, die damals Laserbeschriftungstechnik herstellte.
Als erstes hundertprozentiges Spin-off von Siemens ging das Unternehmen 1996 an die amerikanische Technologiebörse NASDAQ (Kürzel: RSTI). Im Geschäftsjahr 1997 erwirtschaftete es mit 500 Mitarbeitern einen Umsatz von 129 Millionen US-Dollar. Seit Juli 2001 ist das Unternehmen ebenfalls an der Frankfurter Wertpapierbörse (Prime Standard) notiert und war von März 2004 bis März 2010 in dem Auswahlindex TecDAX gelistet.
In den Jahren nach der ersten Börsenplatzierung setzte sich die Strategie des Wachstums mittels Akquisition zur technologischen und geographischen Erweiterung der Märkte kontinuierlich fort. Unter dem Dach der Rofin-Sinar-Gruppe war eine Vielzahl von Marken vereint.